# Jorge Carlos Dortas Olivieri
Jorge Carlos Dortas Olivieri (9 agosto 1931 – 8 settembre 1966) è stato un cestista brasiliano.

## Carriera
Con il Brasile ha disputato i Giochi olimpici di Melbourne 1956.